# Saint-Jean (Caen)
Pour les articles homonymes, voir Saint-Jean.
Saint-Jean est un quartier du centre-ville de Caen.

## Géographie
Les deux axes principaux qui le traversent sont la rue Saint-Jean et l'avenue du 6 juin.
Le quartier est délimité :
- au nord par les boulevards des Alliés et Maréchal Leclerc
- à l'est par le bassin Saint-Pierre
- au sud par l'Orne
- à l'ouest par la Prairie et le boulevard Aristide Briand

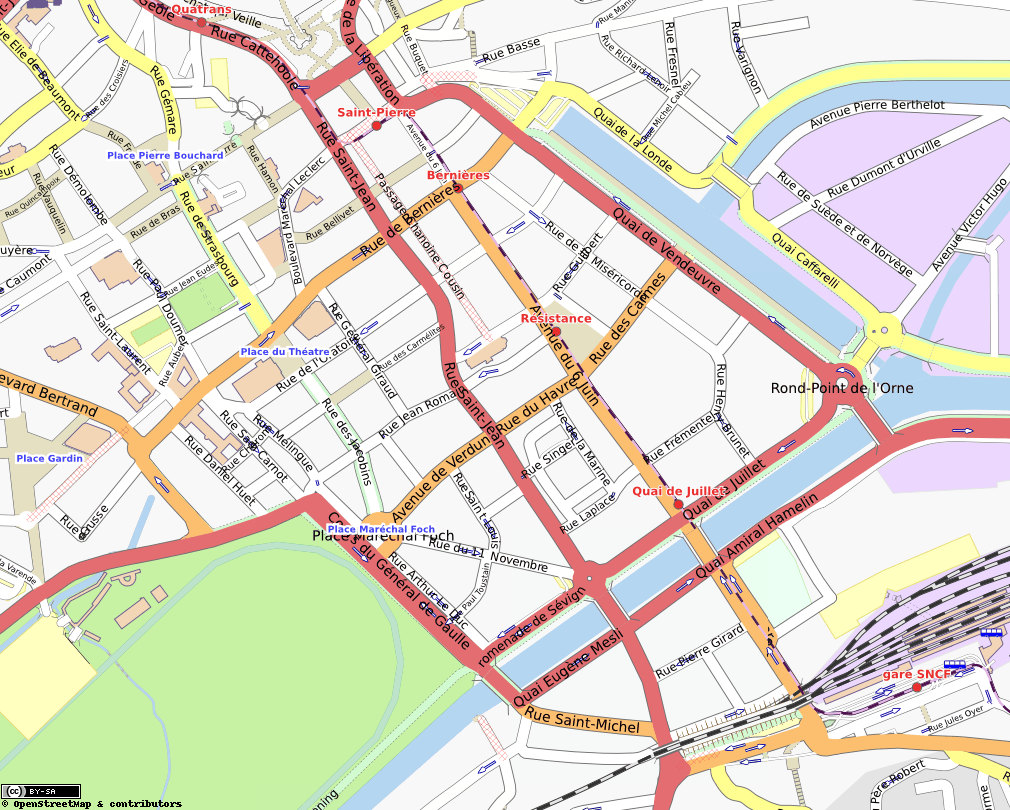
Carte du quartier

## Histoire

### Origines
Pendant l'Antiquité, une voie romaine, dont une partie correspond à l'actuelle rue Saint-Jean, est établie dans la basse vallée de l'Orne. Le long de cette voie, des communautés rurales se regroupent en bourgs distincts. Au VIIe siècle, plusieurs églises sont fondées, dont l'église Saint-Jean. Au sud de l'Odon, l'ancienne voie romaine prend le nom de rue Exmoisine (via Oximensis ou Oximina) car elle mène au comté d'Hiémois. Cet essor pré-urbain est interrompu par les invasions normandes.
Entre le milieu du Xe siècle et le XIe siècle, la croissance urbaine reprend au moment du « grand redémarrage du duché de Normandie » et un véritable ensemble urbain se forme des deux côtés de l'Odon. Guillaume le Conquérant accélère le processus en fondant au nord de l'Odon deux abbayes, en aménageant le château sur un éperon rocheux et en faisant clore Bourg-le-Roi par une enceinte. Mais Saint-Jean reste un territoire rural parcouru de marécages.

### Fortifications de l'île Saint-Jean
Le fils de Guillaume le Conquérant, Robert Courteheuse, fait creuser un canal entre l'Odon et l'Orne, le canal Robert, transformant ainsi ce territoire en île. Il fait ensuite construire une première muraille à partir de 1102. Un seul point de communication, le Pont Saint-Pierre (ou Pont de Darnetal), permet de passer de l'Île Saint-Jean à Bourg-le-Roi. Ce pont est fortifié par le Châtelet au XIIIe siècle.
Ces cours d'eau protègent imparfaitement l'île car ils peuvent être traversés à gué pendant l'été. Ainsi, en 1343, une palissade en bois est élevée le long des rivières face au risque d'une attaque de la ville par les Anglais. Cette protection se révéla inefficace lors du raid d'Edouard III sur la province Normande de 1346. C'est alors qu'est prise la décision d'ériger une ligne de remparts autour de l'ilot. Au sud, la porte Millet et le pont Frileux (actuellement pont de Vaucelles) permettent l'accès à l'Île Saint-Jean depuis le faubourg de Vaucelles. Au nord, la tour aux Landais est construite face à la tour Leroy à laquelle elle est reliée par une chaîne afin de protéger l'accès au port de Caen. Le Châtelet est construit pour protéger le pont Saint-Pierre qui relie l'île Saint-Jean et Bourg-le-Roi. Cet ensemble fortifié abrite également l'hôtel de ville. Les nouveaux remparts partent de la tour au Landais, longe le bras de l'Orne jusqu'au sud (actuel quai Vendeuvre) puis repart vers l'ouest vers le canal Robert pour finalement rejoindre les petits près. L'enceinte est relevée après les sièges de 1417 et 1450.

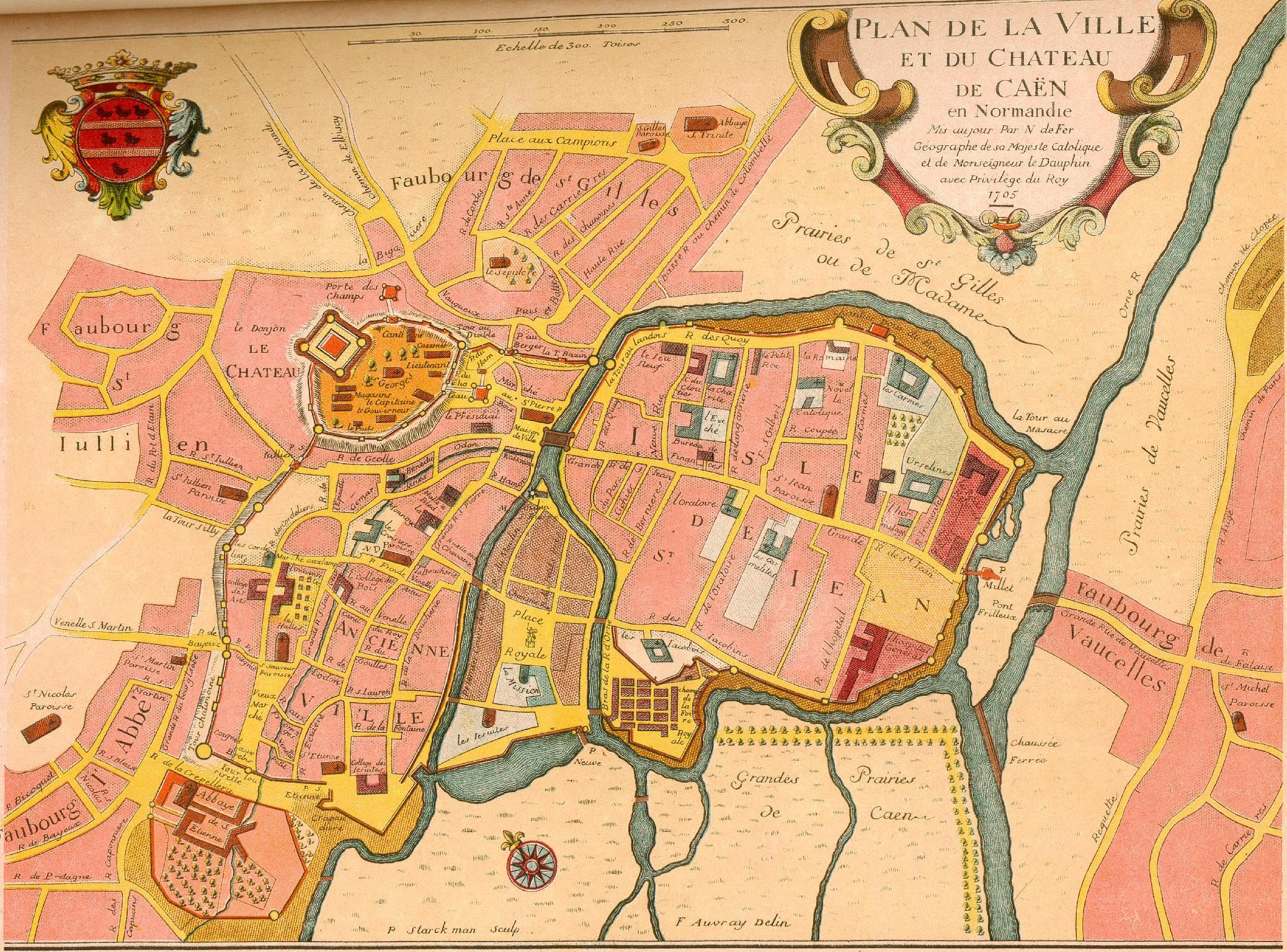
Plan de la ville en 1705
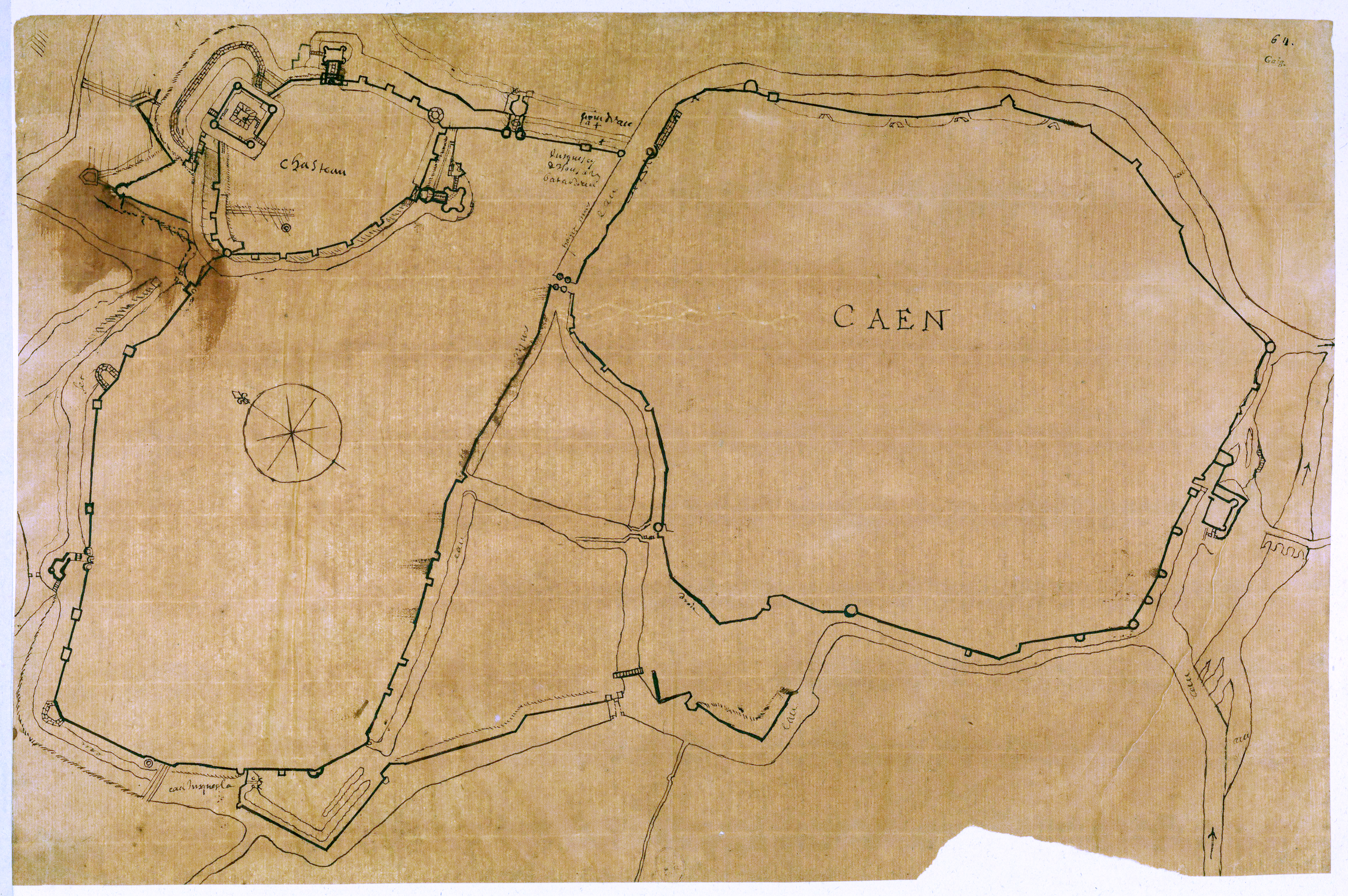
Plans des fortifications au début du XVIIIe siècle
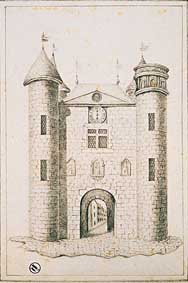
Le Châtelet
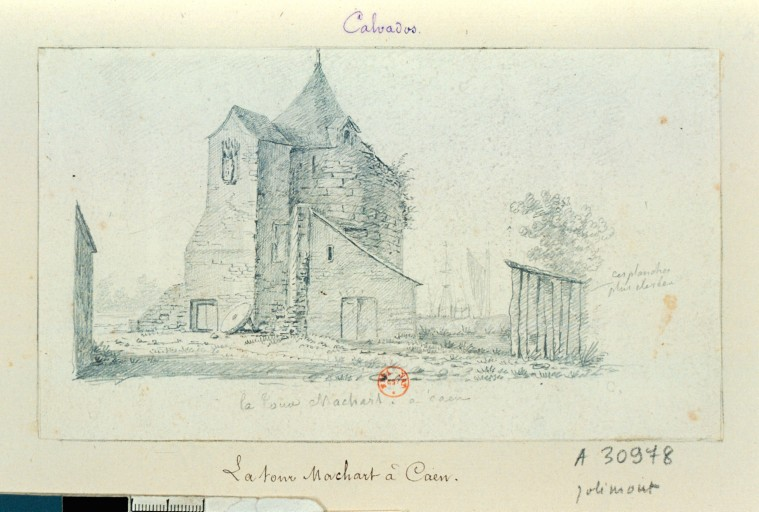
Tour Machart ou au massacre détruite vers 1830

### Les institutions hospitalières
Le sud du quartier est occupé par des institutions hospitalières. Dans la deuxième partie du XIIe siècle, Henri II d'Angleterre fonde l'Hôtel-Dieu qu'il établit au débouché du pont de Vaucelles. L'établissement s'agrandit au XVIIe siècle après la création en 1630 de la maison des Petits Renfermés construite dans les jardins du prieur près de la tour au Massacre, dite aussi tour Machart. Afin d'interner les mendiants et vagabonds, l’assemblée générale de la ville décide le 27 juin 1674 de faire construire l’hôpital général (ou hospice Saint-Louis) dans l'ancien près de la foire, au sud-ouest de île, à proximité de l'Hôtel-Dieu. L'établissement est construit au nord du terrain, le long de la nouvelle rue Saint-Louis et le reste du terrain est transformé en jardin.

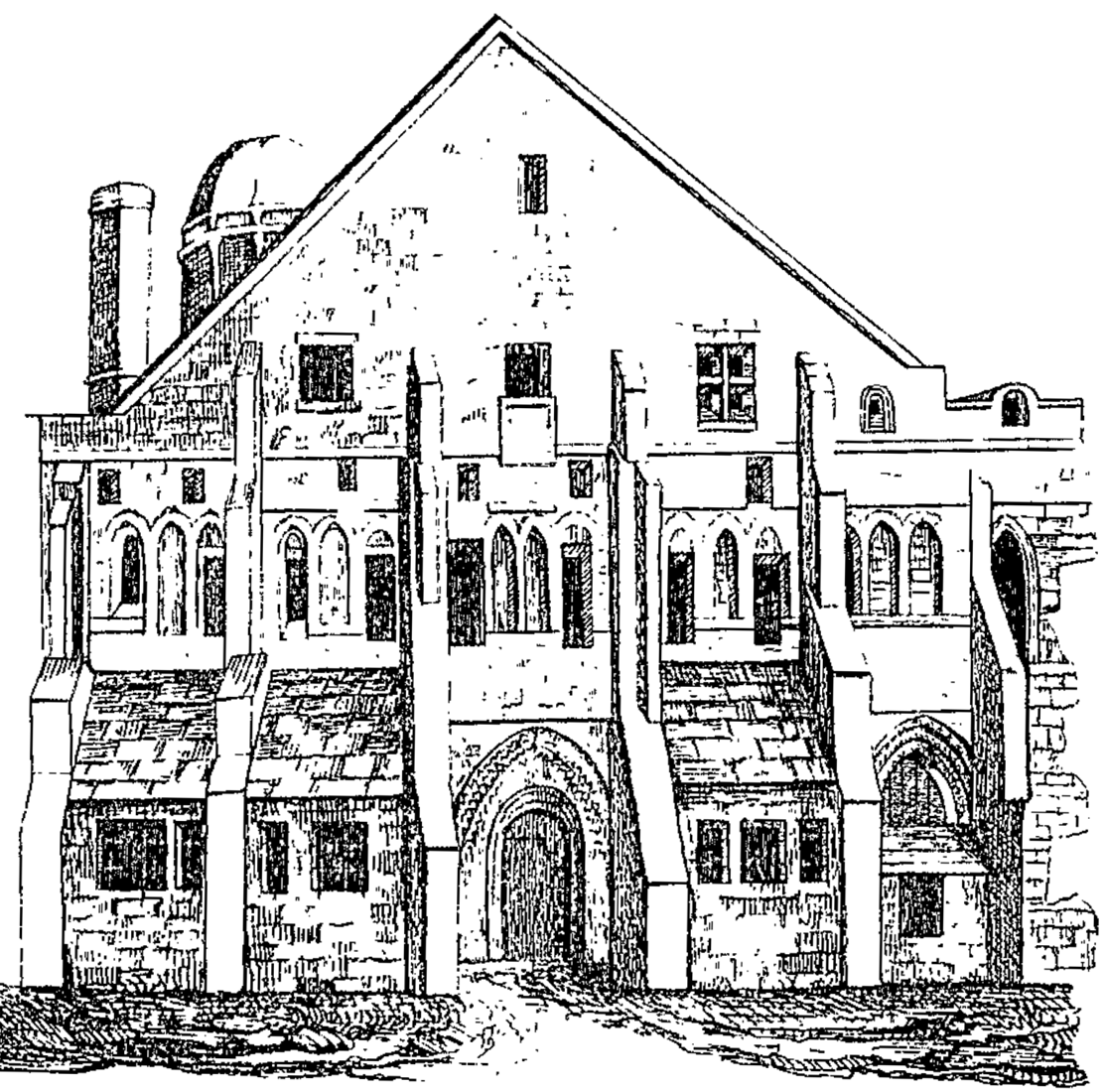
L'Hôtel-Dieu
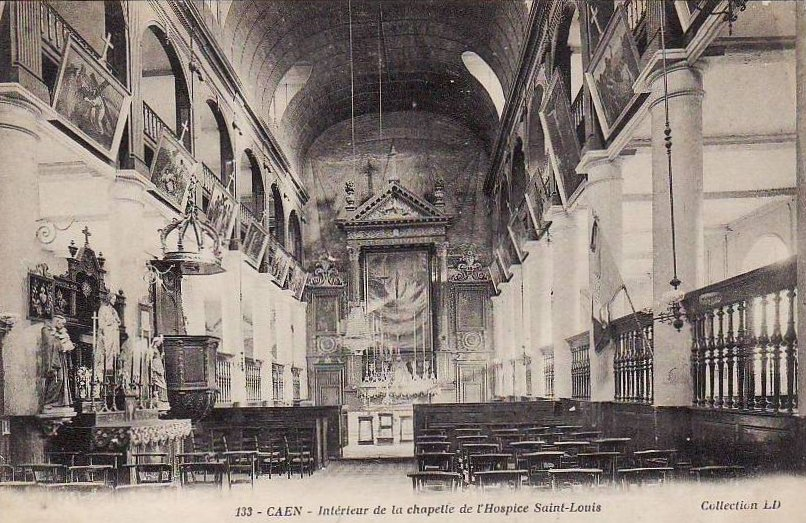
La chapelle de l'hospice Saint-Louis

### L'importance des institutions religieuses
La paroisse Saint-Jean faisait partie du doyenné de Caen. Elle ne correspond pas totalement à l'Île Saint-Jean puisque les terrains situés au nord de la rue de Bernières et le long de la petite Orne jusqu'aux Carmes faisaient partie de la paroisse Saint-Pierre, alors que le sud dépendait de la paroisse de Vaucelles (doyenné d'Exmes).
Au XIIIe siècle, plusieurs institutions religieuses s'implantent dans le quartier : couvent des Jacobins en 1234, couvent des saccites en 1261 et couvent des Carmes en 1278 sur les terrains de l'hôtel de Troarn. Après la dispersion des saccites, les évêques de Bayeux font construire le palais épiscopal de Caen à son emplacement. Les Templiers y possédaient une demeure qui leur servait de pied-à-terre à Caen ; ce n'était ni une maison religieuse, ni une commanderie.
L'amplification au XVIIe siècle du mouvement de Contre-Réforme marque profondément le paysage urbain et plus particulièrement le quartier Saint-Jean. Comme dans le reste du royaume, les fondations d'églises, de couvents et de monastères se multiplient et la ville se couvre alors d'une « blanche parure de couvents » ; de nombreuses congrégations s'installent dans l'île Saint-Jean : Carmélites (1616), Oratoriens (1622), Ursulines (1624), Nouvelles Catholiques (1658) et Nouveaux Catholiques (1682). En 1641, Jean Eudes loue une maison dans le quartier dans le but de recevoir des prostituées repenties ; en 1651, l'Ordre de Notre-Dame de Charité, née de cette communauté, est reconnu officiellement par l'évêque de Bayeux.

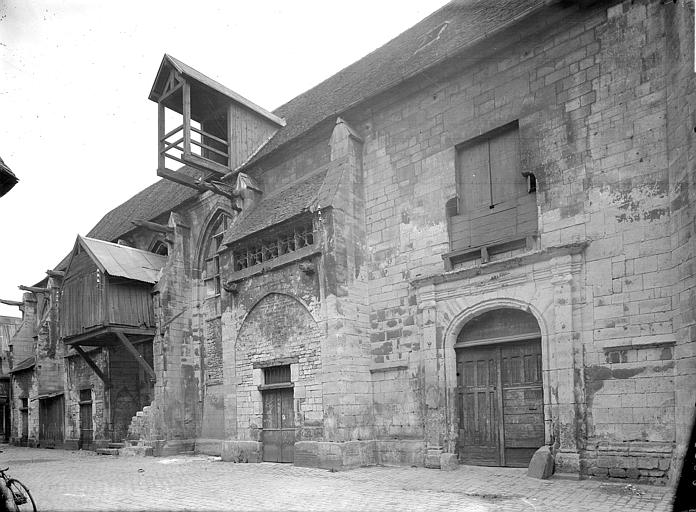
Ancienne église des Carmes, détruite en 1944
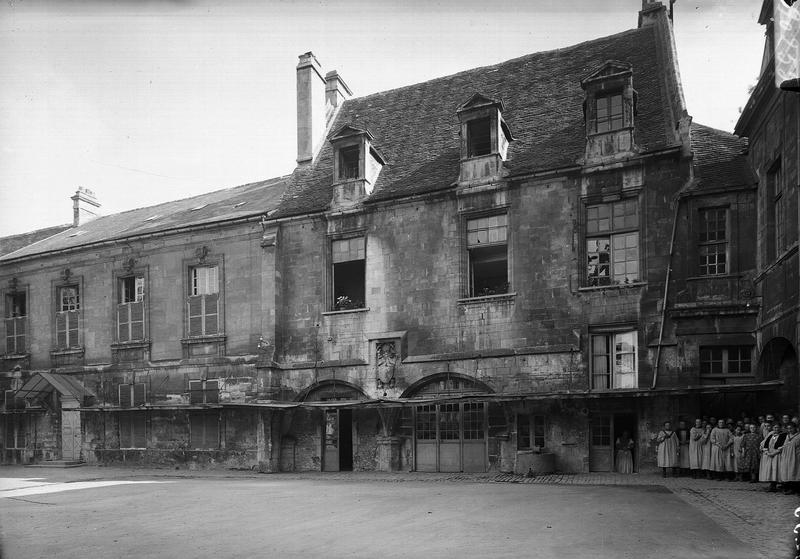
Palais épiscopal de Caen, incorporé au couvent de la Charité au XIXe siècle

### Un quartier noble et bourgeois
L'implantation des congrégations au XVIIIe siècle marque le signal de l'urbanisation du quartier. Elles participent au drainage des terrains de l'île et à son assainissement. À l'exemple des ordres religieux, de riches familles y ont fait élever de nombreux hôtels particuliers comme l'hôtel de Blangy, l’hôtel Lebrun de Fontenay (actuelle succursale de la banque de France) ou l'hôtel de l'Intendance (détruit pendant la bataille de Caen). L'installation des familles nobles stimule le commerce qui se développe sur l'unique axe traversant du quartier, la rue Saint-Jean. Le quartier se densifie donc, mais les établissements religieux, avec leurs vastes jardins et leur dépendances, aèrent le tissu urbain.
La présence du port et des établissements hospitaliers expliquent également l'importante proportion de bourgeois (négociants, professions libérales) établis dans l'île Saint-Jean. Les opérations urbaines menées à la périphérie du quartier (quartier Singer au sud-est de l'île, quartier de la Foire au nord-ouest) dans les années 1830-1860 et le développement des nouveaux quartiers bourgeois sur les coteaux nord de la ville (rue du XXe siècle, rue de Bagatelle, etc), à la Belle-Époque, a toutefois pour conséquence une certaine prolétarisation de la partie historique du quartier au nord.

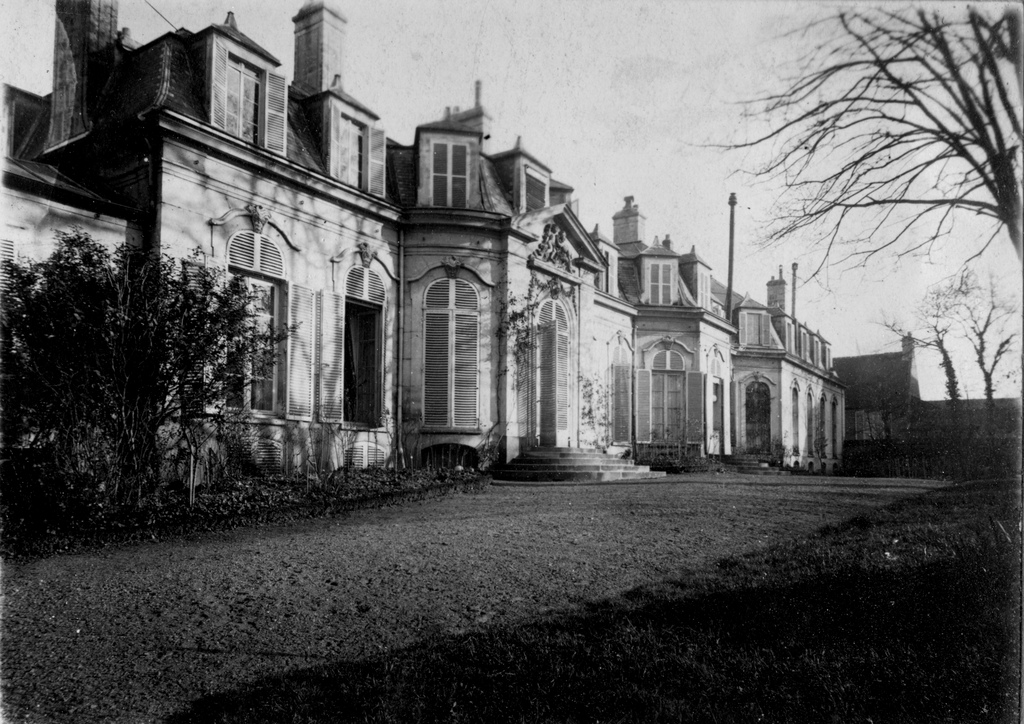
Ancien hôtel Lebrun de Fontenay
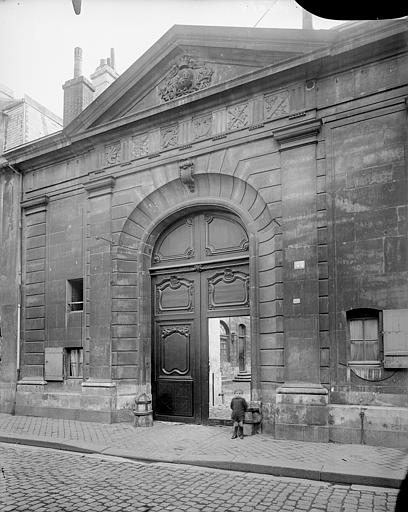
Hôtel de l'Intendance
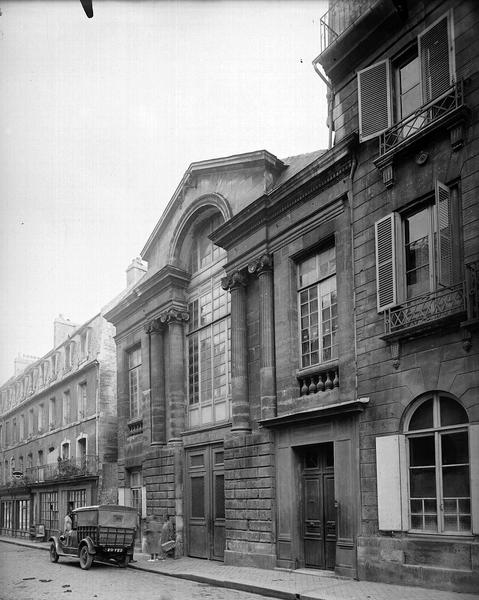
Ancienne comédie

### Un quartier commerçant
Le port de Caen est implanté en partie dans le quartier. En 1780, l'Odon est canalisé et le quai Vendeuvre est créé. On y trouve également le grenier à sel. 
En 1836, est ouvert le premier passage couvert, le passage Bellivet. Non loin de ce passage, le premier grand magasin de Caen est fondé en 1837 sur les bords de la rivière (la maison Magron, qui devient Monoprix en 1934). Dans la deuxième partie du XIXe siècle et la première moitié du XXe siècle, d'autres enseignes viennent s'implanter rue Saint-Jean : le Grand Bazar parisien (qui est repris en 1933 par l'enseigne des Nouvelles Galeries), célèbre pour son clocheton en bois, la Samaritaine (repris par Priminime en 1933 qui construit un bel édifice art déco). 

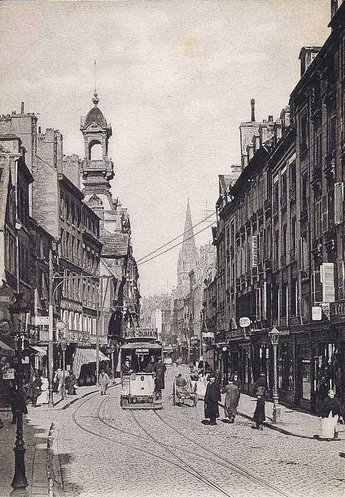
Rue Saint-Jean au début du XXe siècle, avec le clocheton du Grand Bazar parisien
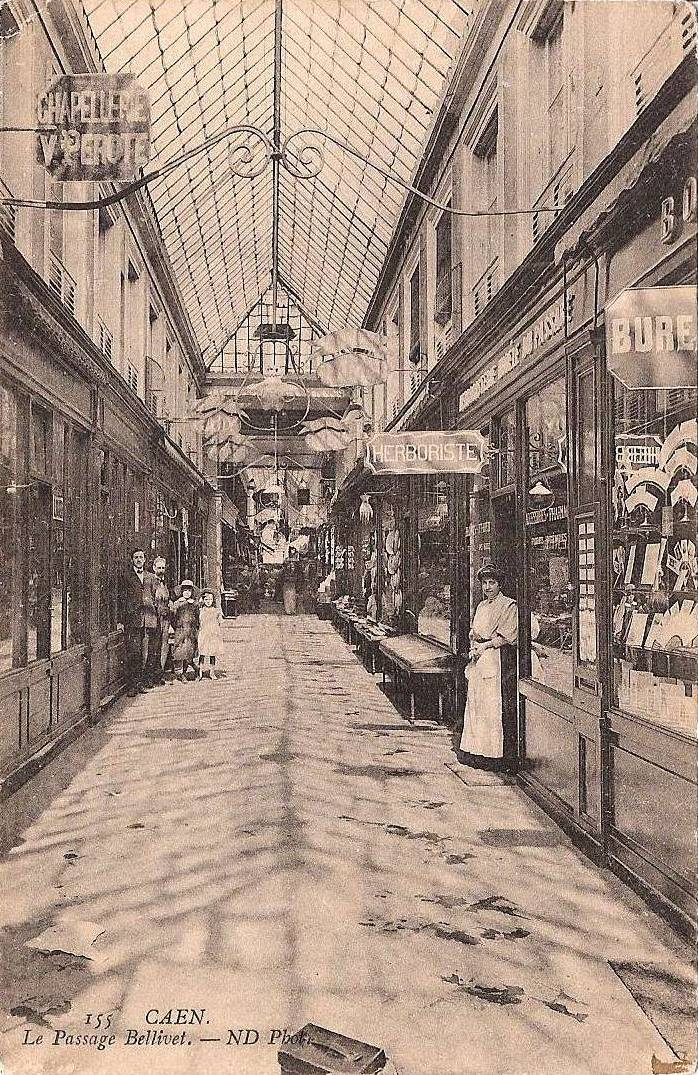
Passage Bellivet, première galerie marchande de la ville (1836)
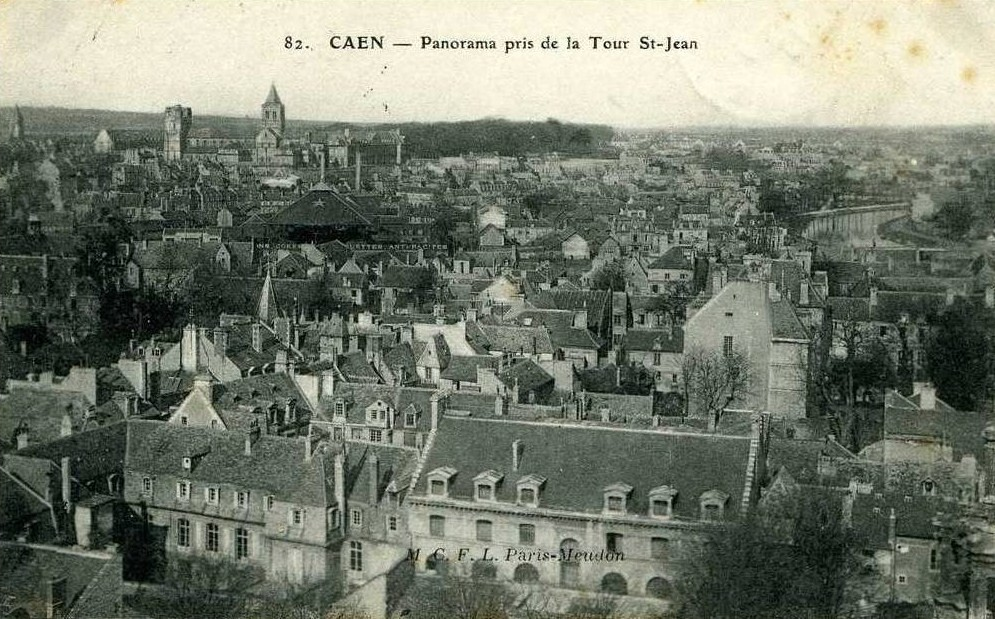
Vue du quartier depuis l’église

### Les opérations d'urbanisme de l'époque contemporaine
Au cours du XIXe siècle et de la première moitié du XXe siècle, plusieurs opérations d'urbanisme changent la physionomie du quartier.
Au sud, l'Orne est canalisée et le bras qui sépare l'île de la caserne Hamelin de l'île Saint-Jean est comblé en 1832. La place Dauphine (actuelle place du 36e régiment d’infanterie) est aménagée devant la caserne Hamelin. Le quai de Vaucelles (actuel quai de Juillet) est créé. À partir de 1835, un embarcadère est établi sur ce quai pour les bateaux à vapeur qui font la liaison entre Caen et Le Havre.
Après l'abandon d'un premier projet de reconstruction de l'Hôtel-Dieu sur son emplacement d'origine en 1811, les autorités décident de le transférer en dehors du quartier Saint-Jean. Construit sur un ancien marécage à proximité de l'Orne et entouré par un tissu urbain dense, il ne répond en effet plus aux normes modernes d'hygiène. La translation solennelle de l'Hôtel-Dieu vers l'ancienne abbaye aux Dames a lieu le 6 novembre 1823. Les terrains sont adjugés le 20 janvier 1826. Après la destruction des bâtiments dans les années 1830, sont tracées les rues Singer, Neuve-du-Port, du Havre Laplace et de la Marine, ainsi que le quai de Juillet et la place Singer. Une partie de l'opération est menée par David Singer, négociant-manufacturier en coton. L'ancienne impasse des Ursulines est élargie et prolongée jusqu'à une nouvelle place. Deux autres rues, la rue du Havre et la rue Nationale, permettent de relier le port à la rue Saint-Jean. Il s'agit de l'une des plus importantes opérations d'urbanisme de la première moitie du XIXe siècle. En 1833, le comte d'Osseville vend l'hôtel Faudoas à Romain Harou ; ce dernier fait percer une rue dans la continuité de la rue de la Comédie (rue Jean-Romain).
Plus à l'ouest, l'ancien champ de foire est devenu un « cloaque hideux » régulièrement inondé et où se dressent de « vieilles constructions, noires, inhabitées pendant la plus grande partie de l'année ». Dans les années 1850-1860, François-Gabriel Bertrand fait raser ces baraques et de nouvelles rues sont tracées » ; le long de ces axes, sont construits des équipements publics (rue Daniel Huet) et des maisons bourgeoises (cours Sadi-Carnot). L'ancien pavillon de la foire (actuel pavillon des sociétés savantes) est le seul bâtiment à avoir été conservé. À la même époque, la rivière qui sépare le quartier Saint-Jean de la vieille ville est recouverte pour former l'actuel boulevard Maréchal-Leclerc.
En 1908, l'hospice Saint-Louis prend la place de l’Hôtel-Dieu dans l'ancienne abbaye. La démolition de l'ancien établissement, retardée par la Première Guerre mondiale du fait de son utilisation comme hôpital militaire provisoire, est réalisée dans les années 1920. Les 2,3 ha de terrain sont lotis et plusieurs voies sont créées (place Maréchal-Foch ; rues Gabriel Dupont, René Perotte, du Onze-Novembre, Paul Toutain, Gaston Lavalley, de Reims). De nombreux immeubles de style Art déco sont construits dans les années 1930 : hôtel Malherbe, immeuble Beauséjour (dont le rez-de-chaussée est occupé par les Galeries Lafayette) et centre d'émanothérapie, sur la place Foch ; cinéma Éden et succursales de Peugeot et de Renault, sur la rue du Onze-Novembre. Mais bien que située dans le centre-ville, l'opération connait un succès limité.
En novembre 1931, est voté le plan Danger pour l'aménagement et l'embellissement de la ville qui prévoit notamment le percement d'une avenue dans le quartier Saint-Jean entre la gare de l'État et le château. Ce dernier plan n'est pas appliqué, le projet nécessitant la destruction de nombreux bâtiments.

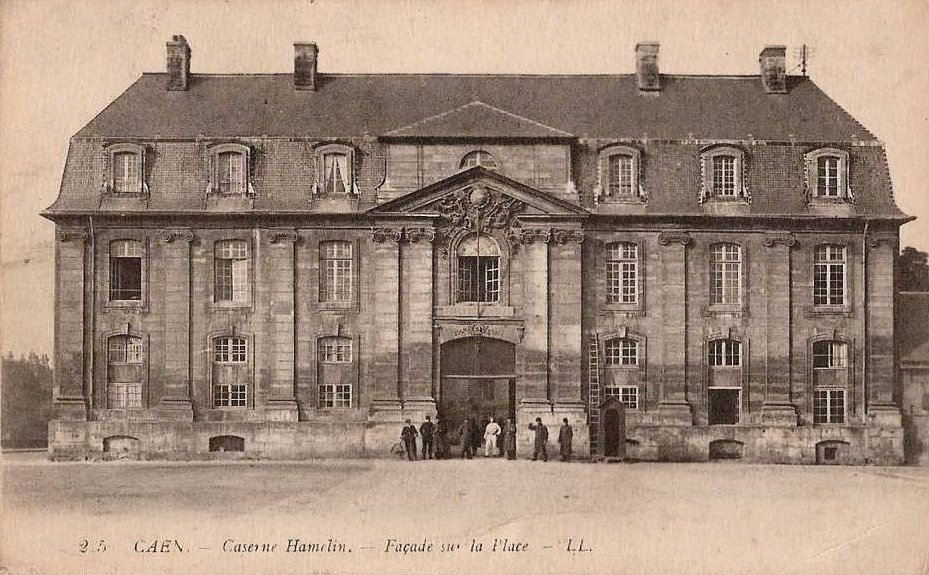
La caserne Hamelin
Le monument aux morts 14-18 sur la nouvelle place percée après la destruction de l'hospice Saint-Louis

### Depuis la bataille de Caen
Lors de la bataille de Caen en 1944, ce secteur est presque intégralement détruit par les bombardements. Parmi les bâtiments ayant subsisté, l'église Saint-Jean, l'hôtel de Fontenay, l'hôtel de Mons et l'hôtel de Blangy. Dans le cadre du plan de reconstruction de Caen de Marc Brillaud de Laujardière, la plupart des bâtiments subsistants sont rasés, soit quelques immeubles, l'église des Carmes et la chapelle du lycée Sainte-Marie, et le quartier est reconstruit dans un style haussmannien après la guerre. Reprenant du projet présenté par René Danger en 1931 l'ouverture d'un nouvel axe, la voie triomphale aujourd'hui baptisée avenue du Six-Juin, est tracé parallèlement à l'ancienne rue Saint-Jean dont le tracé est élargi et rectifié.

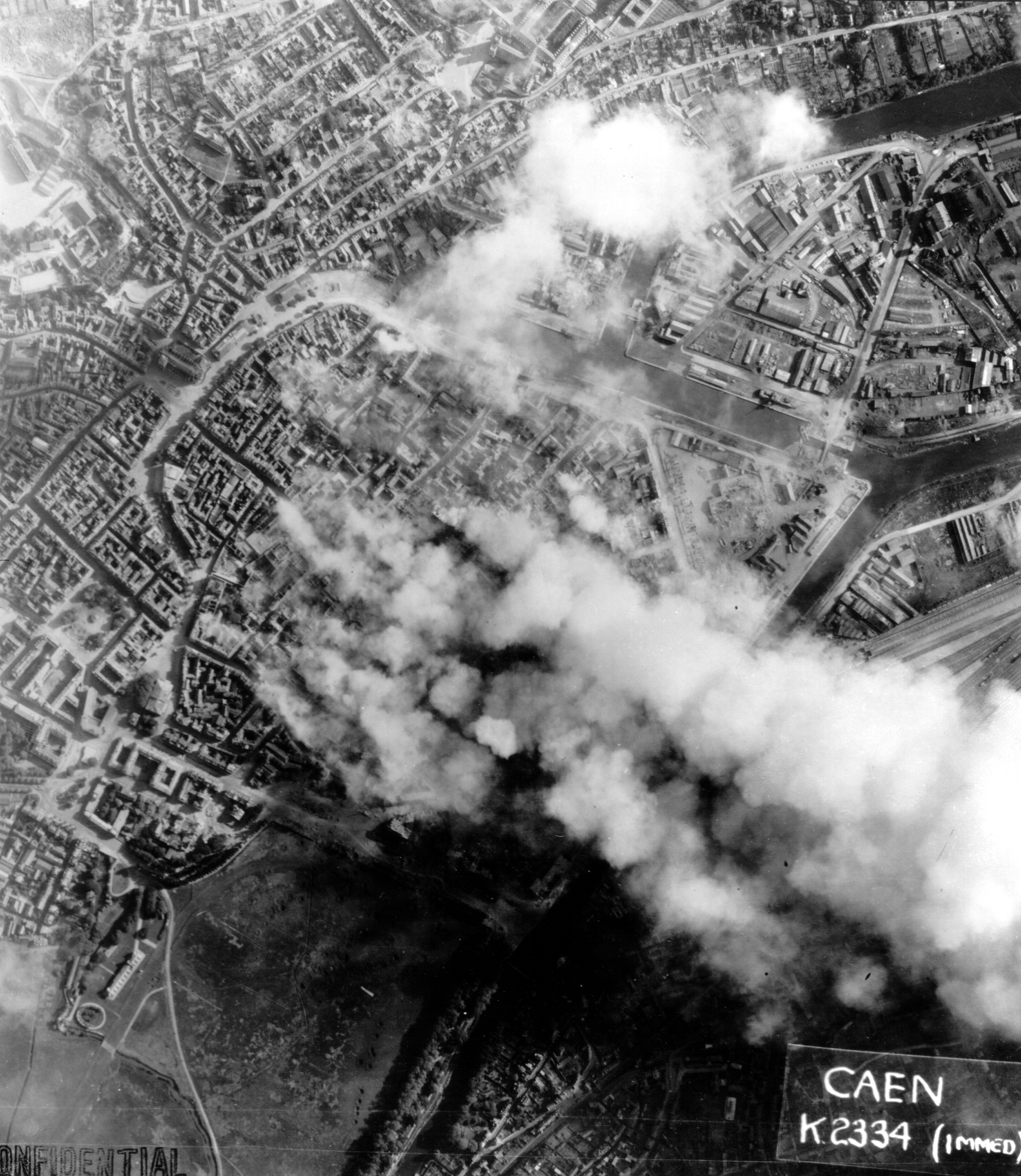
Bombardement de Caen, sous la fumée, le quartier Saint-Jean.
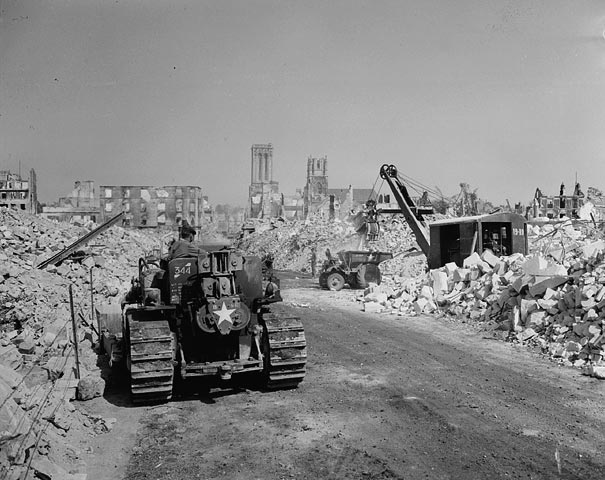
Percement de la rue Saint-Jean à travers les ruines.
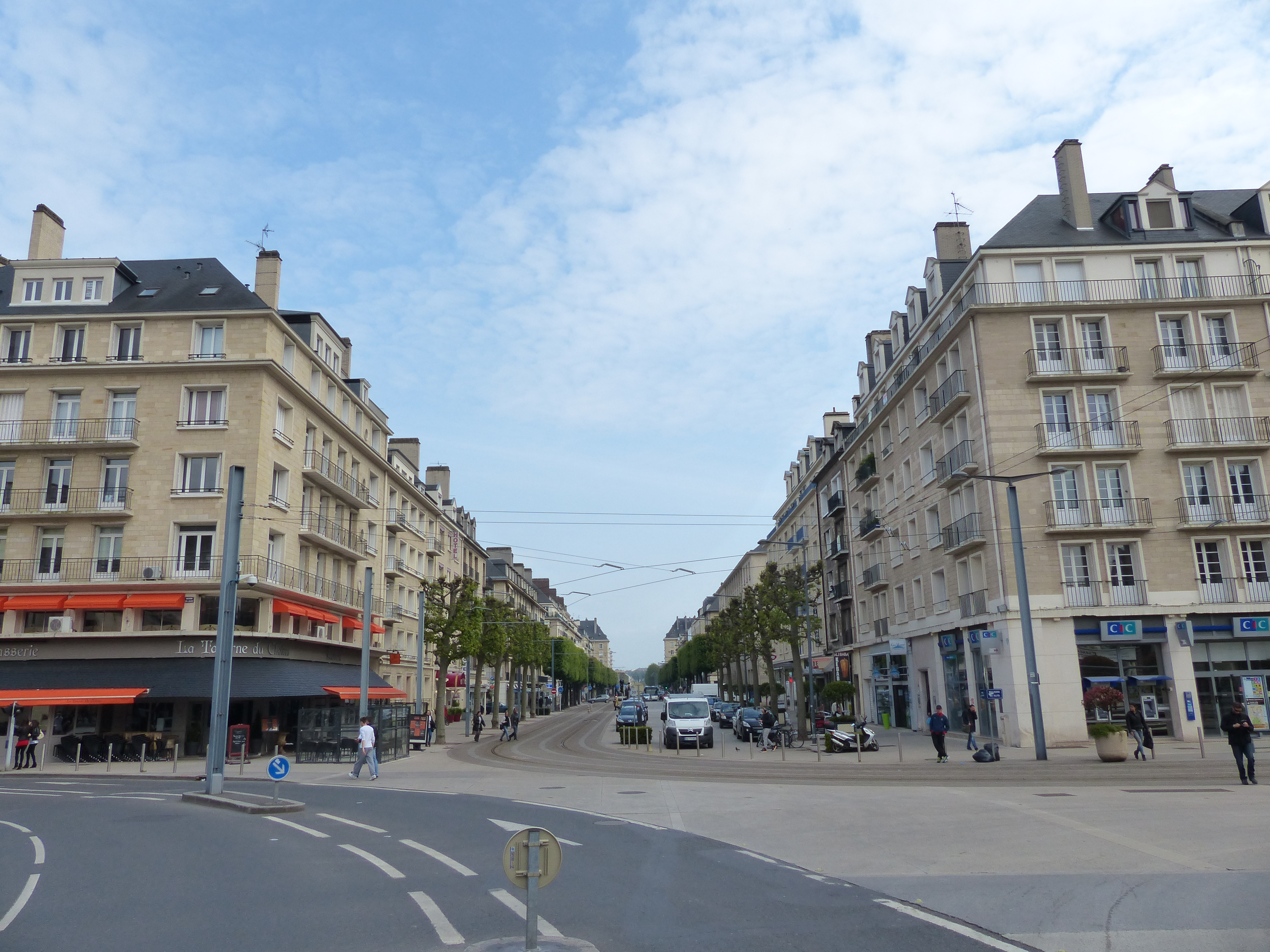
Avenue du Six-Juin.
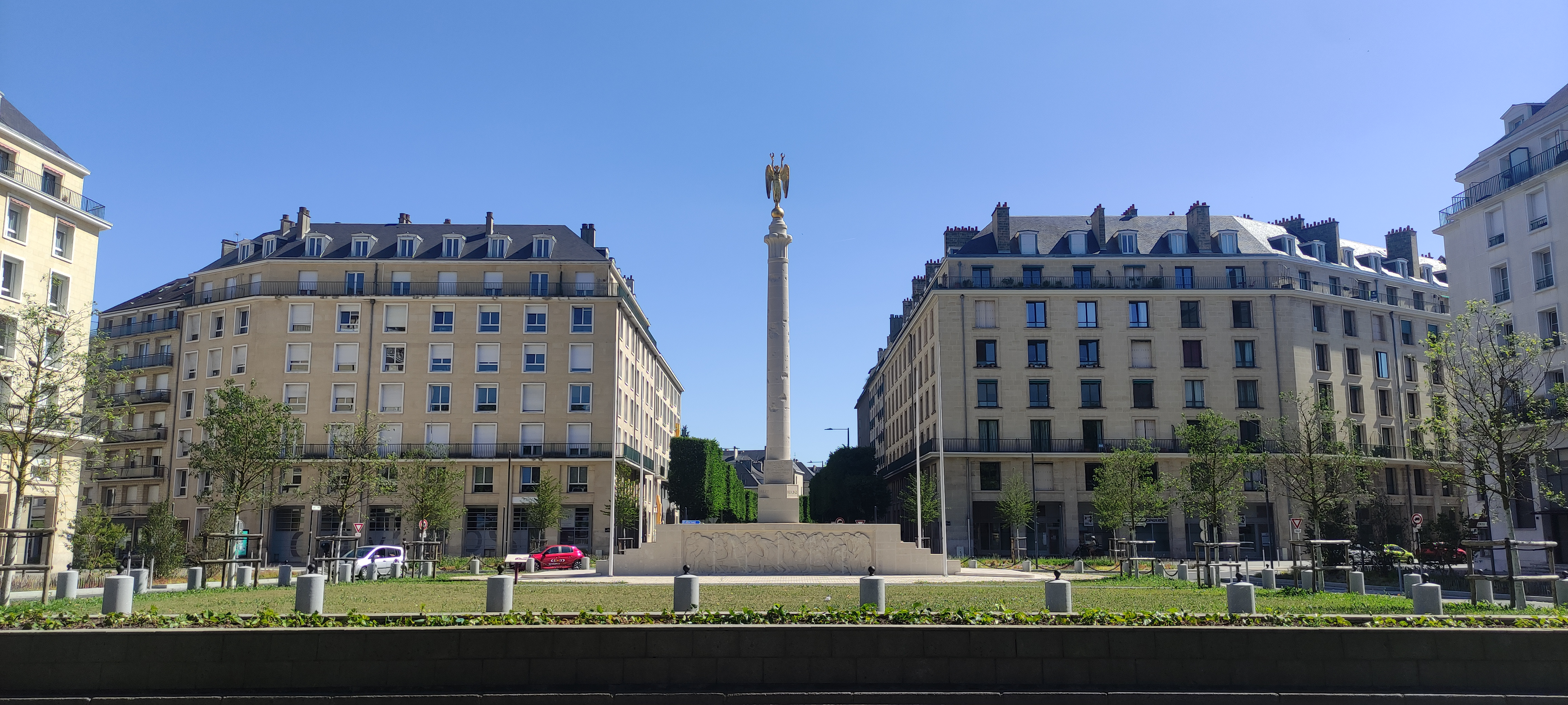
Les immeubles de la place Foch.

## Équipements et espaces verts

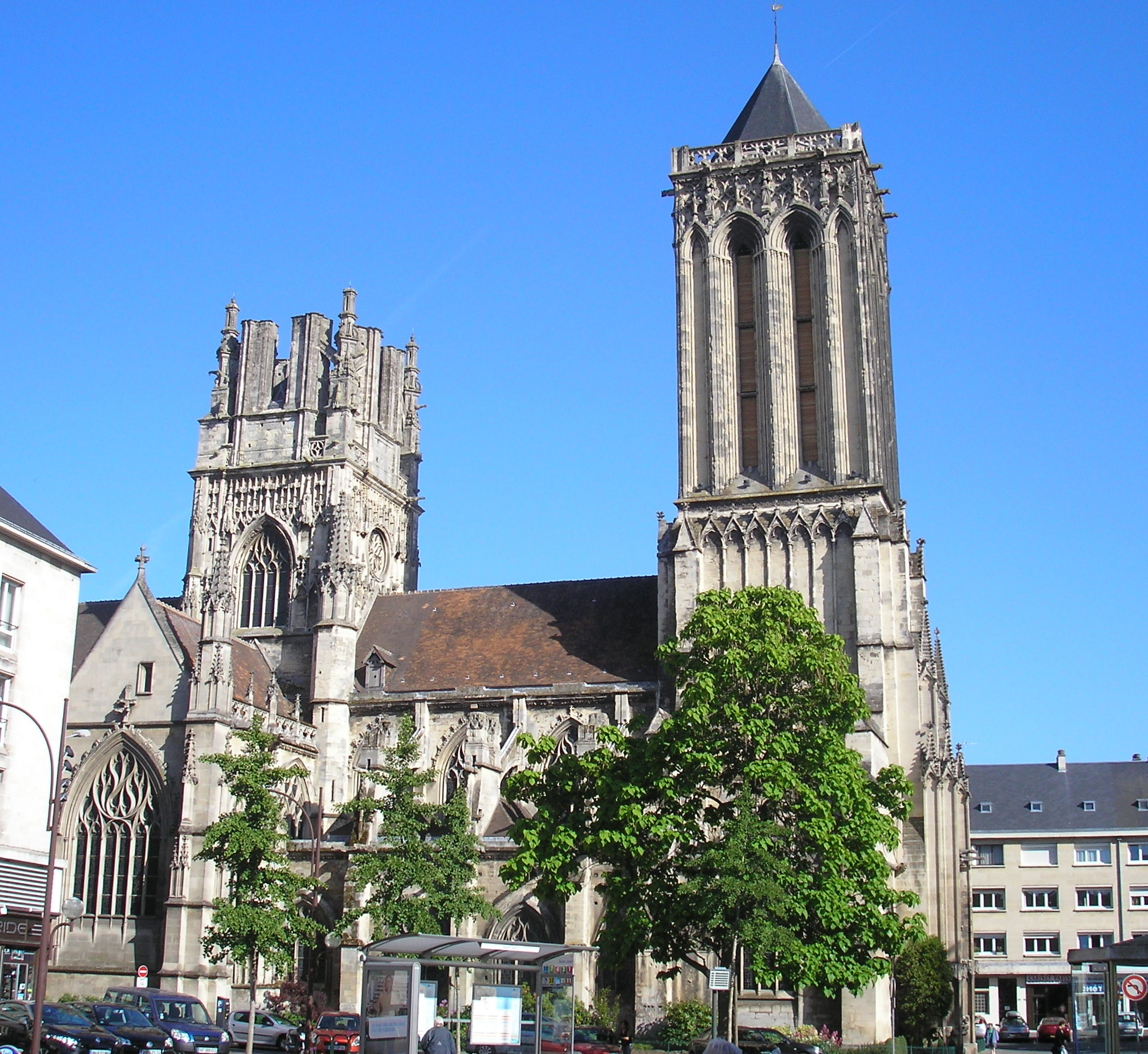
Église Saint-Jean

- Zones d'activités et pôles commerciaux
  - Hypercentre de Caen. Enseignes nationales : 
    - Monoprix (49° 10′ 52″ N, 0° 21′ 41″ O)
    - Printemps (ex Bon Marché) (49° 10′ 57″ N, 0° 21′ 38″ O)

  - Avenue du 6 juin
  - Quai Vendeuvre
- Lieux de culte
  - Église Saint-Jean (paroisse de la Sainte-Trinité de Caen)
  - Temple de l'Église réformée de France (49° 10′ 44″ N, 0° 21′ 40″ O)
- Petites enfances
  - Info Accueil Petite Enfance
  - Halte garderie du Centre Ville
  - Crèche familiale du Centre Ville
- Enseignement[26]
  - École maternelle et élémentaire Henri Brunet
  - Collège Henri Brunet
  - Lycées professionnels (privés) Sainte-Ursule et Oasis
- Équipements culturels et de loisirs
  - Théâtre de Caen
- Équipements sportifs
  - Gymnase Henri Brunet
- Administrations
  - Centre administratif départemental
  - Groupement de gendarmerie départementale du Calvados
  - Succursale de la Banque de France
- Espaces verts
  - Square Jean Soreth derrière le chevet de Saint-Jean
  - Proximité de la Prairie

## Monuments

### Monuments historiques
De nombreux monuments historiques, notamment rue Saint-Jean (13 bâtiments de cette rue étaient protégés), ont été détruits en 1944. Certains ont été en partie reconstruits. L'ancienne chambre de commerce et d'industrie a été inscrite en tant que monument caractéristique de la Reconstruction.
| Monument                                    | Adresse                            | Coordonnées                        | Notice         | Protection     | Date      | Illustration                                |
| ------------------------------------------- | ---------------------------------- | ---------------------------------- | -------------- | -------------- | --------- | ------------------------------------------- |
| Ancienne chambre de commerce et d'industrie | 41 boulevard Maréchal-Leclerc      | 49° 10′ 54″ nord, 0° 21′ 41″ ouest | « PA14000032 » | Inscrit        | 2003      | Ancienne chambre de commerce et d'industrie |
| Église Saint-Jean                           | Rue Saint-Jean                     | 49° 10′ 50″ nord, 0° 21′ 28″ ouest | « PA00111134 » | Classé         | 1840      | Église Saint-Jean                           |
| Hôtel de Blangy                             | 9 rue de l'Engannerie              | 49° 10′ 56″ nord, 0° 21′ 30″ ouest | « PA14000028 » | Inscrit Classé | 2002 2003 | Hôtel de Blangy                             |
| Hôtel de Than                               | 9-11 boulevard du Maréchal-Leclerc | 49° 10′ 59″ nord, 0° 21′ 41″ ouest | « PA00111155 » | Inscrit Classé | 1927 1930 | Hôtel de Than                               |
| Pavillon des sociétés savantes              | 2 rue Daniel-Huet                  | 49° 10′ 45″ nord, 0° 21′ 50″ ouest | « PA00111192 » | Inscrit        | 1927      | Pavillon des sociétés savantes              |

### Autres monuments
- Hôtel Le Brun de Fontenay (succursale de la banque de France)
- Hôtel de Mons
- Statue de Jeanne d'Arc
- Monument aux morts de la place Foch, surnommée "Madame de Cul-vers-ville"
- Tours Marines de l'avenue du 6 juin

## Infrastructures
Le quartier est alimenté par l'eau traitée de l'Orne et, en complément, par le mélange des captages de Moulines et de l'eau provenant du syndicat de production Sud-Calvados (Saint-Pierre-sur-Dives - Mézidon-Canon).
Le quartier est couvert par l'ADSL.

## Transports en commun

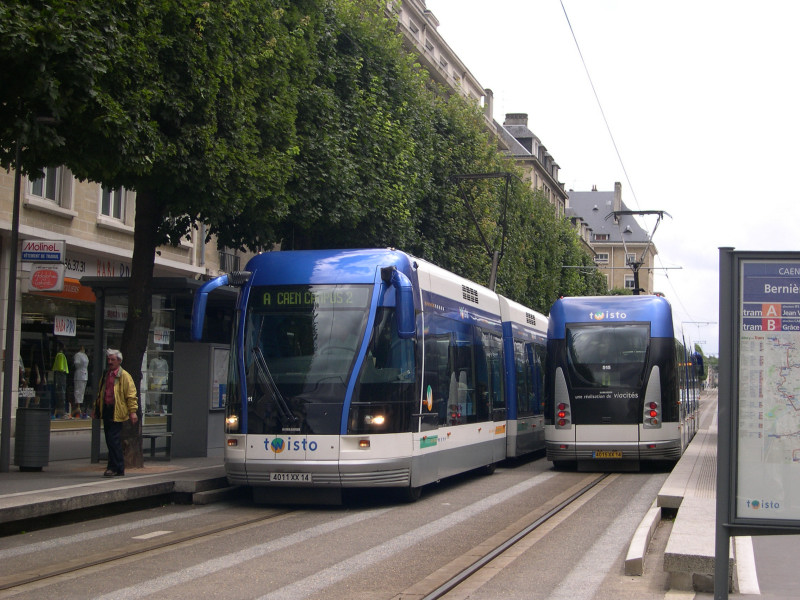
Trams à la station Bernières

Le quartier est desservi par la plupart des lignes de bus du réseau Twisto. Il est également traversé de 2002 à 2017 par le tronc commun des lignes A et B du tram (stations : quai de Juillet, place de la Résistance, Bernières, Saint-Pierre). En 2019, le tramway de Caen reprendra cette desserte.